# والدمار موهلبخر
والدمار موهلبخر (به آلمانی: Waldemar Mühlbächer) بازیکن فوتبال و هافبک اهل آلمان شرقی بود که از سال ۱۹۵۸ میلادی عضو تیم ملی فوتبال آلمان شرقی بوده‌است. وی در ۱۷ بازی ملی حضور داشته و در بازی‌های ملی‌اش ۱ گل به ثمر رساند. والدمار موهلبخر آخرین بازی ملی خود را در سال ۱۹۶۵ میلادی انجام داد.